# Anaspidacea
De Anaspidacea zijn een orde van kreeftachtigen die behoren tot de klasse Malacostraca.

## Verspreiding en leefgebied
Deze orde komt voor in Tasmanië, zuidoostelijk Australië, Nieuw-Zeeland en zuidelijk Zuid-Amerika

## Families
- Anaspididae Thomson, 1893
  - Allanaspides Swain, Wilson, Hickman & Ong, 1970 – Tasmanië
  - Anaspides Thomson, 1894 – Tasmanië
  - Paranaspides Smith, 1908 – Tasmanië
- Koonungidae Sayce, 1908
  - Koonunga Sayce, 1907 – Zuidoost-Australië en Tasmanië
  - Micraspides Nicholls, 1931 – Zuidoost-Australië en Tasmanië
- Psammaspididae Schminke, 1974
  - Eucrenonaspides Knott & Lake, 1980 – Tasmanië
  - Psammaspides Schminke, 1974 – Zuidoost-Australië
- Stygocarididae Noodt, 1963
  - Oncostygocaris Schminke, 1980 – zuidelijk Zuid-Amerika
  - Parastygocaris Noodt, 1963 – zuidelijk Zuid-Amerika
  - Stygocarella Schminke, 1980 – Nieuw-Zeeland
  - Stygocaris Noodt, 1963 – zuidelijk Zuid-Amerika, Zuidoost-Australië en Nieuw-Zeeland